# 반에이 경주

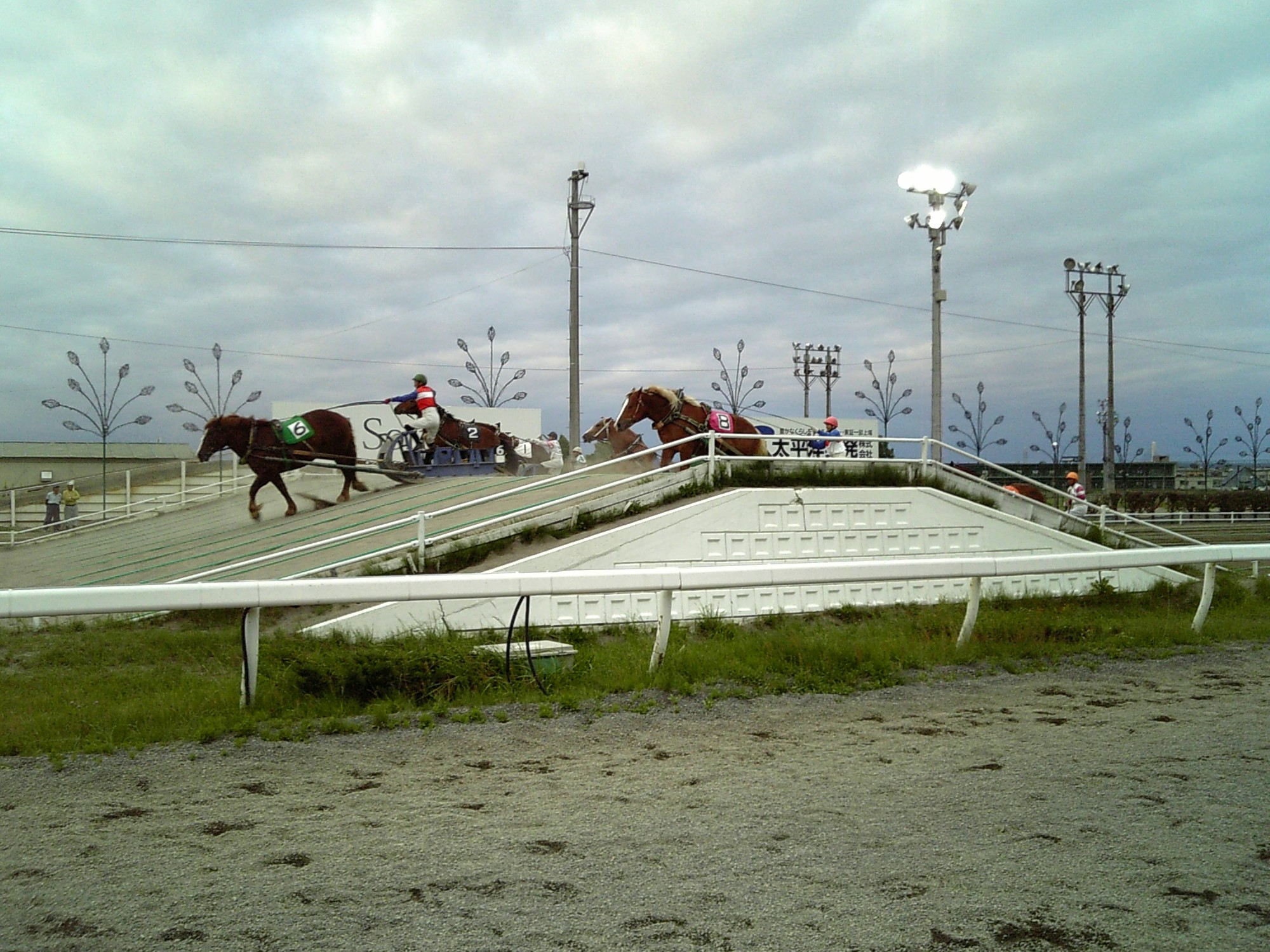
반에이 경주

반에이 경마(일본어: ばんえい競走)는 경주마가 썰매를 끌면서 그 힘과 속도를 다투는 경주이다.
현재 일본 내의 지방 경마로서는 홋카이도 오비히로시가 주최하는 반에이 경주(반에이 토카치) 만이 행해지고 있어, 세계적으로 봐도 유일한 형태의 경마이다.
세계에서는 홋카이도에서 유일하게 실시되어 있는 형태인 경마이다. 홋카이도에서 개척 시대 초기에 여흥으로서 말의 힘겨룸 했던 것에 유래하며, 그 지역으로서의 독자적인 문화로 정착하였다.

## 특징
일반적인 평지 경마로 채용되어 있는 서러브레드 등을 위시한 경종마가 아니고 오랜 동안 농경마로서 이용된 몸무게 약 800 - 1000 kg 정도의 만마 (輓馬) 가 기수와 무게 480 - 1000 kg 의 중량물을 싣은 무쇠로 만든 썰매를 끌어, 장애물인 경사로 가 2개소 설치된 200 m 직선 세퍼레트 코스에서 경주력과 지구력을 다투다. 착순은 썰매의 최후단이 결승선을 통과한 시점으로 인정되다.

## 역사
제2차 세계대전후, 홋카이도를 중심으로 한 일본의 지방정부가 공식적으로 운영을 개시했다. 일시는 경영난으로 존폐 위기에 있었으나 민간 기업에서 협조를 받고 2009년 이후는 홋카이도 오비히로 경마장에서만 개최되어 있다.

## 참고
- 반에이 토카치 공식 웹사이트